# Parchanti (film)
Parchanti (v anglickém originále The Losers) je americký akční film z roku 2010, který natočil Sylvain White na motivy komiksu The Losers. Do amerických kin byl snímek, jehož rozpočet činil 25 milionů dolarů, uveden 23. dubna 2010. Celosvětově film utržil 29,4 milionů dolarů.

## Příběh
Parchanti (v originále The Losers) jsou elitní speciální jednotka armády USA, která je nasazována do nelegálních operací a které velí podplukovník Clay. Při misi v Bolívii mají najít a zničit sídlo jednoho drogového krále. Nečekaně přitom zachrání 25 dětí, které nechají odvézt vrtulníkem, jenž je však krátce po vzletu i s dětmi zničen raketou. Vojáci si uvědomí, že střela, kterou nechal vyslat jejich nadřízený, tajemný Max, měla být určena pro ně, protože v helikoptéře měli původně sedět oni. S pomocí Aishi, se kterou se v Bolívii seznámí, se vrátí do USA, kde chtějí dostat a zničit Maxe.

## Obsazení
- Jeffrey Dean Morgan jako podplukovník Franklin Clay
- Zoë Saldana jako Aisha
- Chris Evans jako kapitán Jake Jensen
- Idris Elba jako kapitán William Roque
- Columbus Short jako seržant Linwood „Pooch“ Porteous
- Oscar Jaenada jako seržant Carlos „Cougar“ Alvarez
- Holt McCallany jako Wade Travis
- Peter Macdissi jako Vikram
- Jason Patric jako Max